# Nikolái Lariónov
Nikolái Yevguéniyevich Lariónov (Vóljov, Unión Soviética, 19 de enero de 1957) es un exfutbolista ruso, se desempeñaba como defensa o centrocampista. Actualmente es el asistente de entrenador del equipo de reservas del Zenit de San Petersburgo.

## Clubes
| Club                 | País            | Año         |
| -------------------- | --------------- | ----------- |
| FC Zenit             | Unión Soviética | 1975 - 1976 |
| FC Dinamo Leningrado | Unión Soviética | 1976 - 1978 |
| FC Zenit             | Unión Soviética | 1979 - 1989 |
| Kiruna FF            | Suecia          | 1990        |
| FC Zenit             | Rusia           | 1991        |

- Datos: Q1455707